# Chilelopsis serena
Pour les articles homonymes, voir Serena (homonymie).
Espèce
Chilelopsis serena est une espèce d'araignées mygalomorphes de la famille des Pycnothelidae.

## Distribution
Cette espèce est endémique de la région de Coquimbo en Chili,. Elle se rencontre vers La Serena.

## Description
Le mâle holotype mesure 9,80 mm et la femelle paratype 13,50 mm.

## Systématique et taxinomie
Cette espèce a été décrite par Goloboff en 1995.

## Étymologie
Son nom d'espèce lui a été donné en référence au lieu de sa découverte, La Serena.

## Publication originale
- Goloboff, 1995 : « A revision of the South American spiders of the family Nemesiidae (Araneae, Mygalomorphae). Part 1: species from Peru, Chile, Argentina, and Uruguay. » Bulletin of the American Museum of Natural History, no 224, p. 1-189 (texte intégral).